# Bandar Gugung
Bandar Gugung is een bestuurslaag in het regentschap Deli Serdang van de provincie Noord-Sumatra, Indonesië. Bandar Gugung telt 618 inwoners (volkstelling 2010).